# Al-Mughīra ibn Saʿīd
Al-Mughīra ibn Saʿīd (arabisch المغيرة بن سعيد, DMG al-Muġīra b. Saʿīd; † 737 in Kufa) war ein Anhänger des fünften schiitischen Imams Muhammad al-Bāqir, der nach dessen Tod das Prophetentum für sich in Anspruch nahm und eine eigene gnostische Sekte gründete. Er maß ʿAlī ibn Abī Tālib übermenschliche Eigenschaften zu und lehrte, dass Gott ein aus Buchstaben zusammengesetzter Mann aus Licht sei. Im Jahre 737 wurde er von dem umayyadischen Statthalter Chālid al-Qasrī in Kufa hingerichtet. Die von ihm gegründete Sekte wird als Mughīrīya bezeichnet und in der islamischen Doxographie der extremen Schia zugerechnet.
Die wichtigsten Quellen zu al-Mughīra und der Mughīrīya sind die doxographischen Werke von Abū l-Hasan al-Aschʿarī, an-Naubachtī, ʿAbd al-Qāhir al-Baghdādī (st. 1037), Ibn Hazm und asch-Schahrastānī, die Weltchronik von at-Tabarī sowie die Ridschāl-Werke von Muhammad ibn ʿUmar al-Kaschschī (st. um 951) und adh-Dhahabī. In vielen dieser Quellen wird al-Mughīra als lügnerischer Zauberer (sāḥir kaḏḏāb), Daddschāl oder Satan verflucht. Die meisten sunnitischen und schiitischen Autoren wiesen seine Lehren scharf zurück.

## Herkunft und persönliche Eigenschaften
Woher al-Mughīra stammte, ist unbekannt. Ibn Qutaiba und Ibn Hazm berichten, dass er ein Klient des arabischen Stammes Badschīla war. Bei an-Naubachtī wird er als ein Klient des umayyadischen Statthalters Chālid al-Qasrī bezeichnet, der dem Stamm der Badschīla zugehörte. Bei al-Baghdādī und asch-Schahrastānī trägt er die Nisba al-ʿIdschlī, was ihn zu einem Angehörigen der Banū ʿIdschl machen würde. Doch wird vermutet, dass diese Nisba auf eine Verwechslung mit einem anderen extrem-schiitischen Häresiarchen, nämlich Abū Mansūr al-ʿIdschlī, zurückgeht.
Ibn Qutaiba und al-Dschāhiz erwähnen, dass al-Mughīra blind war. In mehreren Quellen wird außerdem erwähnt, dass er als nicht-arabischer Klient ein besonders fehlerhaftes Arabisch sprach.

## Beziehung zu den Aliden
Zu einem unbekannten Zeitpunkt schloss sich Mughīra Muhammad al-Bāqir, dem Enkel von ʿAlīs Sohn Husain, an. Asch-Schahrastānī berichtet, dass er dem Imam übermenschliche Eigenschaften beilegte und letzterer ihn deswegen verfluchte. Al-Kaschschī schreibt, dass Muhammad al-Bāqir seinen Anhänger al-Mughīra mit dem biblischen Bileam verglichen habe, über den es im Koran heißt: „Der, dem wir unsere Zeichen gaben, der sich dann aber von ihnen lossagte! Da holte ihn der Satan in sein Gefolge, und er irrte ab“ (Sure 7:175). Nach Muhammad al-Bāqirs Tod vertrat al-Mughīra eine Zeitlang die Lehre, dass der Imam nicht gestorben sei, sondern wiederkehren werde.
Später lehrte al-Mughīra, dass das Imamat nach dem Tode Muhammad al-Bāqirs auf den Hasaniden Muhammad ibn ʿAbdallāh an-Nafs az-Zakīya übergegangen sei. Er trug seinen Anhängern auf, auf das Hervortreten Muhammads zu warten, und erzählte ihnen, dass Gabriel und Michael ihm zwischen der Ecke (d. h. der Ecke der Kaaba mit dem Schwarzen Stein und dem Standplatz) sc. Abrahams neben der Kaaba huldigen würden. Nach al-Baghdādī behauptete al-Mughīra auch, dass an-Nafs az-Zakīya der erwartete Mahdi sei. Dies soll er aus der Tradition abgeleitet haben, wonach Name und Patronym des Mahdi mit Namen und Patronym des islamischen Propheten übereinstimmen müssen.
Dschaʿfar as-Sādiq, der Sohn von Muhammad al-Bāqir, scheint al-Mughīra gehasst zu haben. Al-Kaschschī berichtet, dass Dschaʿfar ihn für einen der sieben Menschen hielt, auf die, wie es in Sure 26:211 heißt, der Satan herabgestiegen sei. Ein Grund hierfür mag gewesen sein, dass Dschaʿfar, wie al-Kaschschī berichtet, den Mahdi-Anspruch von Muhammad an-Nafs az-Zakīya nicht anerkannte. Darüber hinaus warf Dschaʿfar al-Mughīra aber auch vor, die Bücher seines Vaters Muhammad al-Bāqir verfälscht und ihm Hadithe untergeschoben zu haben, die im Widerspruch zu den Lehren des Koran stehen. Die verfälschten Bücher habe er anschließend unter den Schiiten verbreitet. Deswegen soll Dschaʿfar wie sein Vater al-Mughīra verflucht haben. Dass al-Mughīra gefälschte Hadithe verbreitete, wird auch in anderen außer-schiitischen Quellen berichtet.
An-Naubachtī überliefert, dass al-Mughīra die Anhänger al-Dschaʿfars, die seine Lehren ablehnten, als Rāfida bezeichnete. Damit lieferte er eine Erklärung für die Verwendung dieses polemischen Namens der imamitischen Schiiten, die sie in einem besonders guten Licht erscheinen ließ.

## Sein Anspruch auf Imamat und Prophetentum
Die verschiedenen doxographischen Quellen berichteten übereinstimmend, dass Mughīra zu einem bestimmten Zeitpunkt das Imamat für sich selbst in Anspruch nahm und schließlich sogar behauptete, ein Prophet zu sein. Nach an-Naubachtī und al-Baghdādī behauptete al-Mughīra auch, dass der Engel Gabriel mit einer Offenbarung zu ihm gekommen sei. Einem anderen Bericht zufolge behauptete al-Mughīra, in den Himmel aufgestiegen und dort von Gott gesalbt worden zu sein.
Al-Mughīras Anspruch auf das Prophetentum war offenbar mit magischen Praktiken verbunden. Al-Aschʿarī berichtet, dass al-Mughīra neben dem Prophetentum auch die Kenntnis des „größten Gottesnamen“ (ism Allāh al-akbar) für sich in Anspruch genommen habe und allerlei magische Tricks (nairanǧāt) und Taschenspielereien (maḫārīq) gezeigt habe. Nach adh-Dhahabī entzündete al-Mughīra nach seinem Hervortreten als Prophet in Kufa Lichter, um Hydromantie (tamwīh) zu betreiben, und zog damit zahlreiche Menschen an. Nach al-Baghdādī behauptete al-Mughīra, mit dem größten Gottesnamen sogar Tote erwecken und Heere besiegen zu können. Der Traditionarier al-Aʿmasch wird mit der Aussage zitiert, dass er al-Mughīra sagen hörte: „Wenn ich gewollt hätte, hätte ich die ʿĀd und die Thamūd und die vielen Generationen dazwischen wieder zum Leben erweckt.“ Al-Mughīra sei auf den Friedhof gegangen und habe dort gesprochen, woraufhin Heuschrecken auf den Gräbern erschienen seien.

## Lehren

### Lehre vom Koran
In der muʿtazilitischen Doxographie wird überliefert, dass al-Mughīra eine Interpretation des Korans propagierte, die er als „Kenntnis des Verborgenen“ bezeichnete und die von dem abwich, was die Muslime akzeptierten. Er behauptete, dass der Koran aus Symbolen (amṯāl) und kryptischen Zeichen (rumūz) zusammengesetzt sei und die Menschen seine wahre Bedeutung nur durch die Kraft erfassen könnten, die ihnen der Imam verleihe.

### Theologie und Kosmologie
Alle doxographischen Quellen stimmen darin überein, dass al-Mughīra ein stark anthropomorphistisches Gottesbild hatte. Er lehrte, dass Gott die Gestalt eines Mannes aus Licht habe, sich auf seinem Haupt eine Krone aus Licht befinde, aus seinem Herzen die Weisheit quelle und seine Glieder den Buchstaben des arabischen Alphabets entsprächen. Verschiedene Autoren liefern ergänzende Informationen: das Mim repräsentiere sein Haupt, das Sīn seine Zähne, das Sād und das Dād seine Augen, das ʿAin und das Ghain die Ohren, das Hāʾ sein Geschlechtsteil und das Alif seine Beine. Dem Hāʾ maß al-Mughīra eine besonders große Bedeutung zu. Al-Aschʿarī zitiert ihn mit den Worten: „Sähet ihr, für welches seiner Glieder es steht, so sähet ihr eine gewaltige Sache (amr ʿaẓīm).“ Nach al-Aschʿarī behauptete al-Mughīra auch, das Geschlechtsteil Gottes selbst gesehen zu haben.
Hinsichtlich der Kosmogonie lehrte al-Mughīra, dass Gott, als er sich die Welt erschaffen wollte, den größten Namen (al-ism al-aʿẓam) ausgesprochen habe, der dann ihm zugeflogen kam und als Krone über seinem Kopf stand. Die wichtige Bedeutung des größten Gottesnamens beim Schöpfungsprozess leitete er aus dem Koranwort von Sure 87:1-2 ab, das er folgendermaßen las: „Preise den höchsten Namen deines Herrn, der erschuf und ebenmäßig formte“.
Dann habe Gott, so gibt al-Baghdādī al-Mughīras Lehre wieder, mit seinem Finger die zukünftigen Taten der Menschen auf seine Handfläche geschrieben. Als er aber darauf blickte, sei er über ihre Ungehorsamkeiten wütend geworden und habe begonnen, zu schwitzen. Aus seinem Schweiß entstanden zwei Meere, ein salziges finsteres und ein süßes lichtes Meer. In dem lichten Meer entdeckte er seinen Schatten. Er versuchte diesen zu packen, doch der Schatten flog davon. Er konnte dem Schatten nur die beiden Augen ausreißen. Hieraus erschuf er Sonne und Mond. Den übrigen Schatten vernichtete er, wobei er sprach: Es ziemt sich nicht, dass neben mir noch ein anderer Gott existiert. Sodann erschuf er die gesamten Menschen, wobei er die Schia, d. h. die Gläubigen, aus dem lichten Meer erschuf, während er die Ungläubigen, d. h. die Feinde der Schia, aus dem finsteren salzigen Meer erschuf. Mughīra behauptete auch, dass Gott bei der Erschaffung der Menschen zuerst ihre Schatten erschuf. Der erste Schatten, den er erschuf, war der Schatten Mohammeds. Dies sei die wahre Bedeutung von Sure 43:81: „Sprich: Hätte der Erbarmer einen Sohn, ich wäre dann der Erste, der ihm dient.“

### ʿAlī, seine Familie und seine Widersacher
Eine sehr wichtige Rolle in al-Mughīras Denken spielte ʿAlī ibn Abī Tālib. Asch-Schahrastānī schreibt, dass er in Bezug auf ihn so stark übertriebene Lehren vertreten habe, dass kein vernünftiger Mensch mehr daran hätte glauben können. Der Traditionarier asch-Schaʿbī (st. zw. 721-728) hörte ihn sagen, dass ihm die Liebe zu ʿAlī in den Knochen, Sehnen und Adern stecke. Al-Aʿmasch berichtete, dass al-Mughīra ʿAlī sogar über die Propheten stellte und ihm die Vollbringung von Wundern zuschrieb. In den meisten Berichten über al-Mughīras Schöpfungslehre wird berichtet, dass nicht Muhammad allein, sondern er und ʿAlī zusammen als erste Menschen erschaffen worden sein. Einem anderen Bericht zufolge behauptete al-Mughīra, im Himmel von Gott beauftragt worden zu sein, den Menschen auf der Erde zu verkünden, dass ʿAlī Gottes rechte Hand und sein Auge sei.
Hinsichtlich ʿAlīs Familie wird al-Mughīra mit der Aussage zitiert, dass ʿAlī die Gerechtigkeit (ʿadl), seine Frau Fātima das Wohltun (iḥsān) und ihre beiden Söhne al-Hasan und al-Husain die Gabe für die Verwandtschaft (ītāʾ ḏī l-qurbā) symbolisierten. Gegenüber al-Aʿmasch soll al-Mughīra geäußert haben, dass er sein gesamtes Wissen von einem Angehörigen der Ahl al-bait bezogen habe, der ihm einen Schluck Wasser zu trinken gegeben habe.
In al-Mughīras Lehre hatte der Kampf zwischen ʿAlī und seinen beiden Widersachern beim Nachfolgestreit, Abū Bakr und ʿUmar ibn al-Chattāb, ein „Vorspiel im Himmel“. Dieses deutete er in Sure 33:72 hinein:

„Wir haben den Himmeln, der Erde und den Bergen das anvertraute Gut angeboten, doch sie weigerten sich, es auf sich zu nehmen, und fürchteten sich davor. Da nahm der Mensch es auf sich. Doch er ist frevlerisch und ignorant.“

Nach al-Mughīra war dieser Vers so zu verstehen, dass Gott zunächst den Himmeln vorschlug, sie sollten ʿAlī an der Herrschaft hindern. Als diese sich weigerten, schlug er es der Erde und den Bergen vor, doch auch sie weigerten sich. Schließlich habe er sich an die Menschen gewandt. Daraufhin habe ʿUmar Abū Bakr befohlen, die Aufgabe auf sich zu nehmen, ʿAlī zu hintergehen, und ihm seine Unterstützung zugesichert, unter der Bedingung, dass er ihm das Kalifat nach ihm übertrage. Abū Bakr sei zu dieser Aufgabe bereit gewesen und habe ʿAlī dann im Diesseits an der Übernahme des Kalifats gehindert.
Al-Mughīra behauptete, dass mit dem in Sure 33:72 genannten „frevlerischen und ignoranten“ Menschen ʿUmar ibn al-Chattāb gemeint sei. Und er meinte auch, dass sich das Koranwort in Sure 59:16: „So wie der Satan, als er zum Menschen sprach: ‚Sei ungläubig!‘“ auf ʿUmar und Abū Bakr beziehe.

### Reinheitslehre
Al-Mughīra hatte auch eine besondere Reinheitslehre. Al-Aʿmasch berichtete, dass al-Mughīra, als er ihn einmal besuchte, beim Eintreten in sein Haus über die Schwelle sprang und das damit begründete, dass die Mauern des Hauses schädlich (ḫabīṯ) seien. Außerdem habe er nur Wasser aus Brunnen getrunken, mit dem Argument, dass das Wasser aus dem Euphrat mit Menstruationsblut und Tierkadavern verseucht sei. Nach Ibn Hazm verbot al-Mughīra seinen Anhängern das Wasser auch aller anderen Gewässer, in die etwas Unreines gefallen war. Dies soll ein weiterer Grund dafür gewesen sein, dass ihn die Anhänger von Dschaʿfar as-Sādiq ablehnten. Zu seiner Reinheitslehre gehörte auch, dass er das Menstruationsblut der Frauen der Ahl al-bait für rein hielt.

### Weitere Lehren
An-Naubachtī berichtet, dass al-Mughīra daneben die Lehre von der Transmigration der Geister (tanāsuḫ al-arwāḥ) vertreten habe. Nach asch-Schahrastānī erlaubte er inzestuöse Beziehungen (istaḥalla l-maḥārim).

### Mögliche Einflüsse auf al-Mughīras Denken

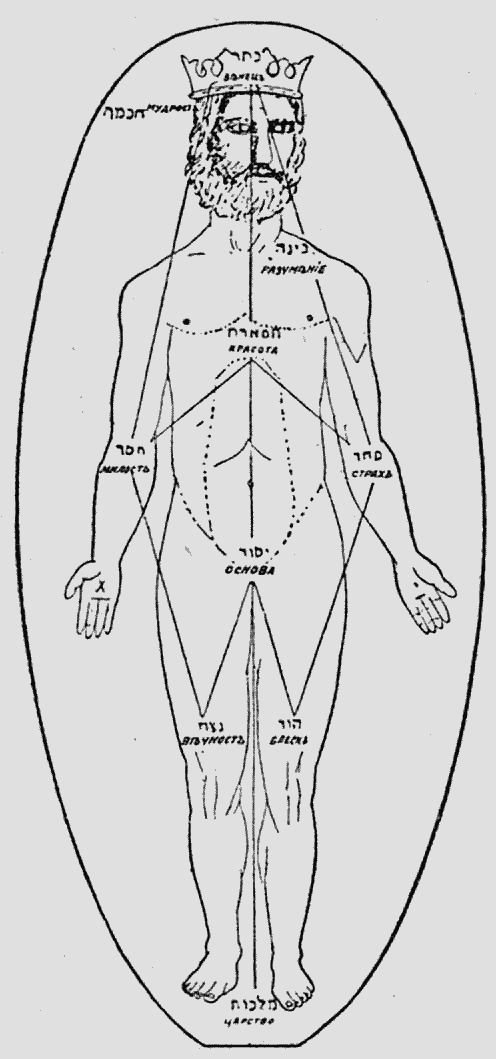
Darstellung der Sephiroth in Gestalt eines Mannes

Al-Kaschschī (st. um 951) zitiert Dschaʿfar as-Sādiq mit der Aussage, al-Mughīra habe seine magischen Kenntnisse von einer Jüdin erhalten. Wie Israel Friedlaender gezeigt hat, gibt es in seinem Denken tatsächlich einzelne Punkte, die Affinität zur jüdischen Esoterik aufweisen. So ist die Krone Gottes ein bekanntes Motiv der Kabbala. Sie bildet die höchste der zehn Sephiroth, die häufig in Gestalt eines Mannes dargestellt werden. Die große Bedeutung, die der Gottesname in al-Mughīras kosmologischen Spekulationen spielt, geht wahrscheinlich auf die jüdische Vorstellung von dem Schem Ha-Mephorasch zurück. Und wie al-Mughīra annahm, dass der größte Name mit der Krone identisch sei, so findet sich auch in der Kabbala die Vorstellung der Identität des Schem Ha-Mephorasch mit der Krone Gottes.

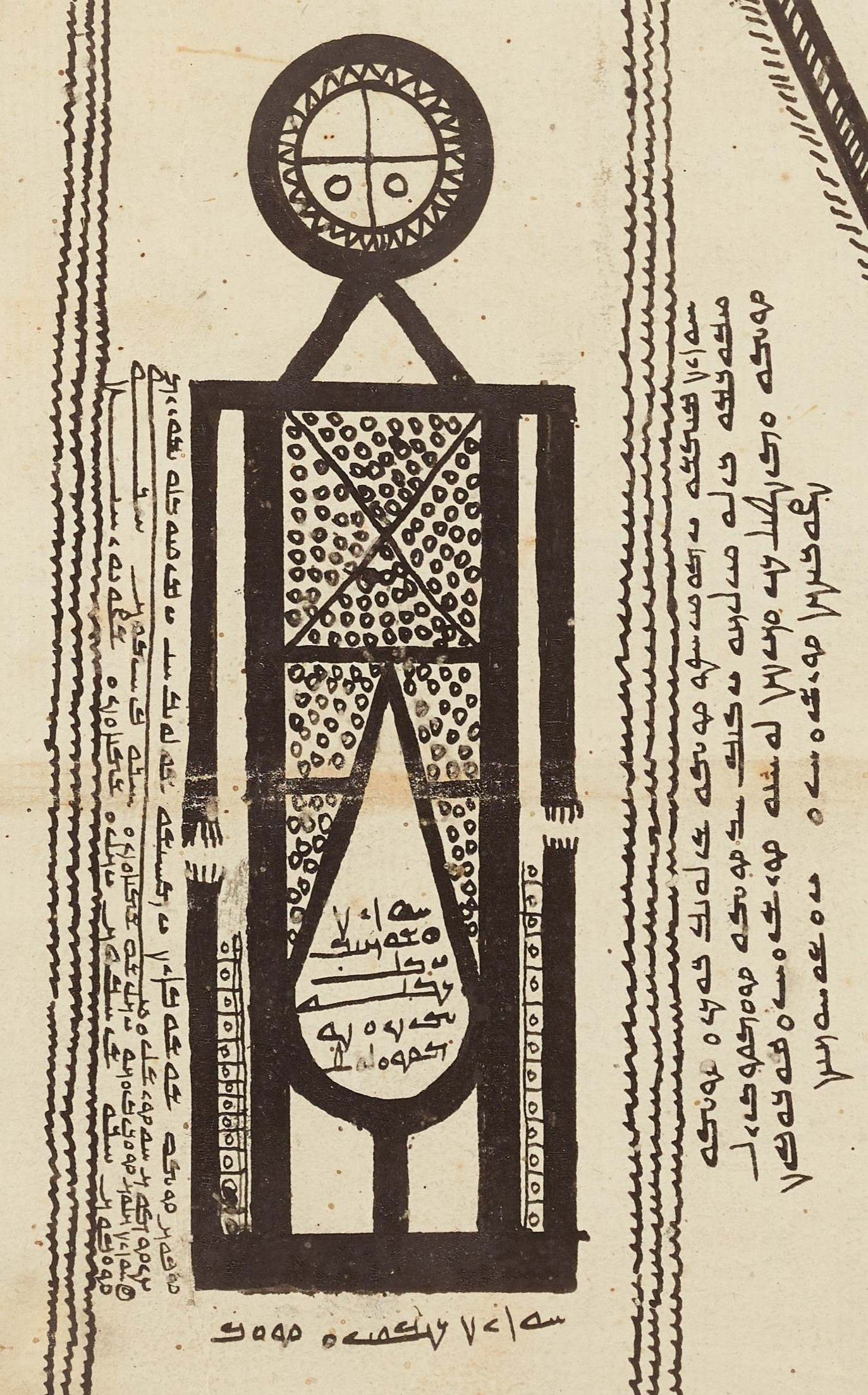
Mandäische Darstellung des Abatur

Andere Vorstellungen verweisen nach Friedlaender auf Einflüsse der Mandäischen Religion, die zu al-Mughīras Zeit noch viele Anhänger im Irak hatte. So gibt es in der Mandäischen Religion ganz ähnlich wie bei al-Mughīra die Vorstellung von den schwarzen und den weißen Wassern, die eine wichtige Rolle in der Kosmogonie spielen. Dem Schöpfergott al-Mughīras, der in das Wasser blickt und darin seinen Schatten entdeckt, steht bei den Mandäern die mythische Gestalt Abathur gegenüber: Abathur blickt in das schwarze Wasser, entdeckt darin sein Spiegelbild, aus dem Ptahil entspringt, der anschließend die Erde und ihre Bewohner erschafft. Auch William F. Tucker vermutete einen Einfluss der mandäischen Religion auf al-Mughīras Lehren. So wies er darauf hin, dass die Mandäer ihren Schöpfergott als „König des Lichts“ bezeichneten, und ihre Priester am Ärmel eine Krone trugen.
Ähnlichkeiten bestehen auch mit den Ideen der spätantiken Gnosis. Der valentinianische Gnostiker Markos der Magier, der ebenfalls das Prophetentum in Anspruch nahm, stellte sich die höchste Weisheit Aleutheria als aus Buchstaben zusammengesetzten Körper vor. Heinz Halm wies außerdem auf Ähnlichkeiten zu den Ideen des Philon von Alexandria hin, bei dem der Schatten Gottes als Werkzeug bei der Schöpfung erscheint. Steve Wasserstrom bezeichnete aufgrund dieser vielen Ähnlichkeiten zur Gnosis al-Mughīra als den „ersten Gnostiker des Islam“. Die Religion al-Mughīras sieht er als ein Amalgam jüdischer, gnostischer, mandäischer und mesopotamischer Mythologien.

## Hinrichtung
Nach dem Bericht at-Tabarīs wurde al-Mughīra im Jahre 119 d.H., das dem Jahr 737 n. Chr. entspricht, hingerichtet. Über die Gründe für al-Mughīras Hinrichtung gibt es unterschiedliche Angaben. Nach einem Bericht, den at-Tabarī auf einen gewissen Abū Nuʿaim zurückführt, wurde al-Mughīra von Chālid al-Qasrī wegen seiner Zauberei getötet. Al-Aschʿarī und al-Baghdādī hingegen schreiben, dass al-Qasrī al-Mughīra tötete, nachdem er von seinen Lehren gehört hatte. Ausführlichere Angaben dazu macht an-Naubachtī. Ihm zufolge ließ Chālid al-Qasrī al-Mughīra ergreifen und befragte ihn über seine Lehren. Al-Mughīra habe sie bestätigt und den Statthalter dazu aufgerufen, sich zu seiner Offenbarung zu bekennen. Al-Qasrī dagegen habe ihn zur Tauba aufgerufen und, als al-Mughīra nicht von seiner Lehre Abstand nehmen wollte, schließlich hingerichtet.
Anderen Berichten zufolge war Mughīra an einer schiitischen Erhebung im Umland von Kufa beteiligt. Über die Anzahl derjenigen, die sich an diesem Aufstand beteiligten, herrscht keine Klarheit, doch war sie offenbar nicht sehr groß (acht bis 40 Personen). Dennoch scheint der Statthalter des Irak, Chālid al-Qasrī, die Aufständischen als höchst gefährlich angesehen haben. Als man ihm während einer Freitagspredigt die Erhebung meldete, soll er sich so heftig erschrocken haben, dass er um eine Schale Wasser bitten musste. Dies trug ihm den heftigen Spott des Dichters Yahyā ibn Nufail ein. Aus einem Parallelbericht, den der irakische Philologe al-Mubarrad (st. 900) in seinem Kitāb al-Kāmil anführt, geht hervor, dass Chālid wegen seines Erschreckens anlässlich der Erhebung nicht nur von dem Dichter verspottet, sondern auch von dem Kalifen Hischām in einem Brief getadelt wurde.
Ein gewisser Saʿīd ibn Mardaband, den at-Tabarī zitiert, will selbst gesehen haben, wie Mughīra zusammen mit einem anderen Sektenführer namens Bayān ibn Samʿān und sieben oder acht anderen Personen von Chālid al-Qasrī auf einem Scheiterhaufen aus Schilfrohrbündeln und Erdpech an der Freitagsmoschee von Kufa verbrannt wurde. Wie Ibn Qutaiba berichtet, wurde al-Mughīras Leiche auf einem Kreuz an einem erhöhten Punkt in Wāsit zur Schau gestellt. Von dieser Zur-Schau-Stellung seiner Leiche auf einem Kreuz berichten auch an-Naubachtī und at-Tabarī.

## Die Mughīrīya nach seinem Tod
Nach al-Mughīras Hinrichtung betrachteten seine Anhänger zunächst Dschābir al-Dschuʿfī als seinen Nachfolger. Nach dessen Tod im Jahre 745/746 ging die Führung an einen gewissen Bakr al-Aʿwar al-Hadscharī al-Qattāt über. Als bekannt wurde, dass sich dieser mit ihrem Geld selbst bereicherte, übertrug man das Imamat auf ʿAbdallāh, den Sohn al-Mughīras.
Asch-Schahrastānī berichtet, dass sich nach Mughīras Hinrichtung seine Anhängerschaft aufspaltete. Während die eine Gruppe auf seine Rückkehr wartete, meinte die andere Gruppe, man müsse das Imamat von Muhammad an-Nafs az-Zakīya abwarten. Auch al-Baghdādī berichtet, dass die Mughīriten nach dem Tode ihres Anführers auf das Hervortreten an-Nafs az-Zakīyas warteten. Eine Spaltung der Mughīrīya trat nach seinem Bericht erst nach dem gescheiterten Aufstand von Muhammad an-Nafs az-Zakīya im Jahre 762 ein. Eine Gruppe der Mughīriten wandte sich nach der Tötung an-Nafs az-Zakīyas von al-Mughīra ab und verfluchte ihn. Sie sprachen: „Er hat gelogen mit seiner Behauptung, dass Muhammad ibn ʿAbdallāh ibn al-Hasan der Mahdi ist, der die Erde beherrschen wird, denn er wurde getötet und hat nicht einmal ein Zehntel der Erde beherrscht.“ Eine andere Gruppe hielt dagegen an al-Mughīras Lehre fest und behauptete, dass derjenige, der 762 in Medina getötet worden war, nicht wirklich Muhammad an-Nafs az-Zakīya war, sondern ein Satan, der seine Gestalt angenommen habe. Sie lehrten, dass der wirkliche Muhammad an-Nafs az-Zakīya nicht gestorben sei, sondern sich in einem der Berge aufhalte, bis ihm befohlen werde, hervorzutreten. Zum Zeitpunkt, wenn Muhammad an-Nafs az-Zakīya hervortrete, so meinten sie, würden mit ihm 17 Männern erweckt werden, von denen ein jeder einen Buchstaben des größten Gottesnamens erhalten werde, mit dem sie dann die feindlichen Heere besiegen und ihre Weltherrschaft errichten würden. Die Gruppe, die diese Lehren vertrat, wurde Muhammadīya genannt, wegen ihres Wartens auf Muhammad an-Nafs az-Zakīya. Die Zahl 17 kommt dann zustande, wenn man bei den Buchstaben des arabischen Alphabets die diakritischen Punkte weglässt, dann bleiben 17 unpunktierte Buchstaben zurück.
Während al-Aschʿarī und asch-Schahrastānī die Mughīrīya unter den islamischen Gruppen abhandeln, meinte al-Baghdādī, dass sie wegen ihrer Gotteslehre und dem Anspruch ihres Führers auf das Prophetentum nicht mehr dem Islam zugerechnet werden könne.